# Onthophagus pastillatus
Onthophagus pastillatus là một loài bọ cánh cứng trong họ Bọ hung (Scarabaeidae).